# 宮島幹之助

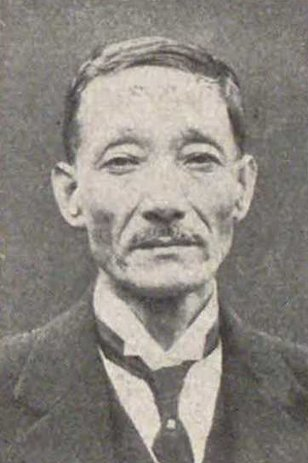
宮島幹之助

宮島 幹之助（みやじま みきのすけ（かんのすけとも読む）、明治5年8月12日（1872年9月14日） - 昭和19年（1944年）12月11日）は、日本の寄生虫学者。

## 略歴
山形県米沢出身。父は宮島家久。1893年、宮島酉蔵の養子となった。第一高等中学校に入学したが、ドイツ語教師が昆虫学者のアドルフ・フリッチェであったことから、志望を医科から理科に転科した。第一高等学校を経て、1898年東京帝国大学理科大学動物学科卒(理学士)。大学院に入学。日本産無脊椎動物、特に腔腸動物を専攻した。1900年、尖閣諸島で信天翁（アホウドリ）を研究。しかし実際の目的はマラリアの研究で、東京への帰途、立ち寄った京都帝国大学医学部衛生学教室に入局を決めてしまった。指導教官は動物学第3代教授の箕作佳吉。ツツガムシ病原媒介体としての赤虫の研究を行い、理学部出身者として初の医学博士となる。学位論文は「本邦産アノフェレスについて」。同年中にシマダラカによる媒介を証明した。
1901年京都帝国大学医科大学講師となり、寄生虫学を担当。1903年内務省所管で北里柴三郎が所長である、国立伝染病研究所入所。宮島は痘苗製造所技師となり、ツツガムシ、マラリア、日本住血吸虫、ワイル病の研究に従事。1904年、北里の命で、セントルイス万国博覧会に出席。1905年、伝染病研究所の部長に昇任。その後、マレー半島のマラリア調査、ブラジル移民の衛生状態調査、台湾地方病および伝染病調査委員の嘱託など、たびたび海外に派遣された。1914年、伝染病研究所移管時は、北里とともに辞職。北里研究所の初代寄生虫部長となる。1919年、慶應義塾大学医学部開設時にも関与し、1929年、予防医学教室の初代就任教授となる。1921年、国際連盟保健機関の日本代表となる。欧米都市の衛生状態を視察した。
1923年、関東大震災で自宅は被災したが、後藤新平内相の依頼を受けて、臨時震災救護部で活躍した。1924年第15回衆議院議員総選挙に当選、代議士となる。1929年、国際連盟がらみの仕事として、1935年まで、阿片中央委員となる。1938年北里研究所副所長となる。1944年12月11日、日比谷公園付近で起きた自動車事故のため急逝した。

## 栄典
- 1905年（明治38年）5月30日 - 従六位[4]
- 1930年（昭和5年）12月5日 - 帝都復興記念章[5]

## 著書

### 単著
- 『動物教本』大日本図書、1900年12月。NDLJP:832813。
  - 『動物教本』（訂正再版）大日本図書、1901年6月。NDLJP:1083121。
- 『普通動物学』成美堂・目黒書店、1902年2月。NDLJP:832888。
- 『女子教科 動物学』成美堂、1903年9月。
  - 『女子教科 動物学』（訂正再版）成美堂、1903年11月。NDLJP:832786。
- 『日本蝶類図説』成美堂・目黒書店、1904年7月。NDLJP:832871。
- 『動物と人生』南山堂書店、1913年9月。
  - 『動物と人生』（4版）南山堂書店、1936年1月。NDLJP:1073730。
- 『診断用人体寄生虫卵検索図』南山堂書店、1916年3月。NDLJP:934961。[6]
- 『十二指腸虫及び其他の寄生虫の駆除予防』五十幡寅吉、1918年10月。NDLJP:934836。
- 『熱帯生活』南洋協会・日本之医界社、1919年4月。NDLJP:961618。
- 『人口問題と栄養』食養研究会、1928年4月。NDLJP:1272822。
- 『北里柴三郎伝』北里研究所、1932年8月。NDLJP:1209236。
- 『国際阿片問題の経緯』日本国際協会〈日本国際協会叢書 158〉、1935年11月。NDLJP:1460510。
  - 『国際阿片問題の経緯』（改訂再版）日本国際協会〈日本国際協会叢書 158〉、1935年11月。NDLJP:1456625。
  - 『国際阿片問題の経緯』（増補3版）日本国際協会〈日本国際協会叢書 158〉、1936年4月。NDLJP:1463412。
- 『北米巡礼三十三ケ所』科学知識普及会、1935年2月。NDLJP:1236143。
- 『師弟』北里研究所、1935年4月。
  - 小名木栄三郎・沼崎雅行編 編『師弟 コッホと北里』郁文堂、1997年3月。ISBN 9784261011272。
- 『蛙の目玉』双雅房、1936年1月。
- 『洋行百面相』双雅房、1936年4月。
- 『蝸牛の角』人文書院、1939年10月。
- 『熱帯生活の常識』人文書院、1942年1月。NDLJP:1071845。
- 『南方経綸と厚生問題』人文書院、1943年11月。NDLJP:1461334。

### 編集
- 『麻薬の手引』有馬洋行、1931年2月。

### 訳書
- エチエンヌ・ビュルネ『医学教育の革新』北里研究所、1938年11月。

### 共編著
- 宮島幹之助、栃原勇、田辺操『沖縄県八重山郡に於ける「マラリヤ」予防ニ関スル調査』内務省衛生局、1921年1月。
- 宮島幹之助、田辺操『人体寄生虫ノ診断及治療法』南山堂書店、1928年4月。
- 『教養としての家庭医学』宮島幹之助・林髞監修、春秋社、1940年11月。

### 共訳
- ウンゲル 著、宮島幹之助・石川錬次 訳『大科学者の歩める道 ローベルト・コッホの生涯』冨山房〈冨山房百科文庫 10〉、1937年10月。
- ヘルムート・ウンガー 著、宮島幹之助・石川錬次 訳『ローベルト・コッホ 偉大なる生涯の物語』冨山房、1943年6月。NDLJP:1064330。